# Hans Friedrich Geitel

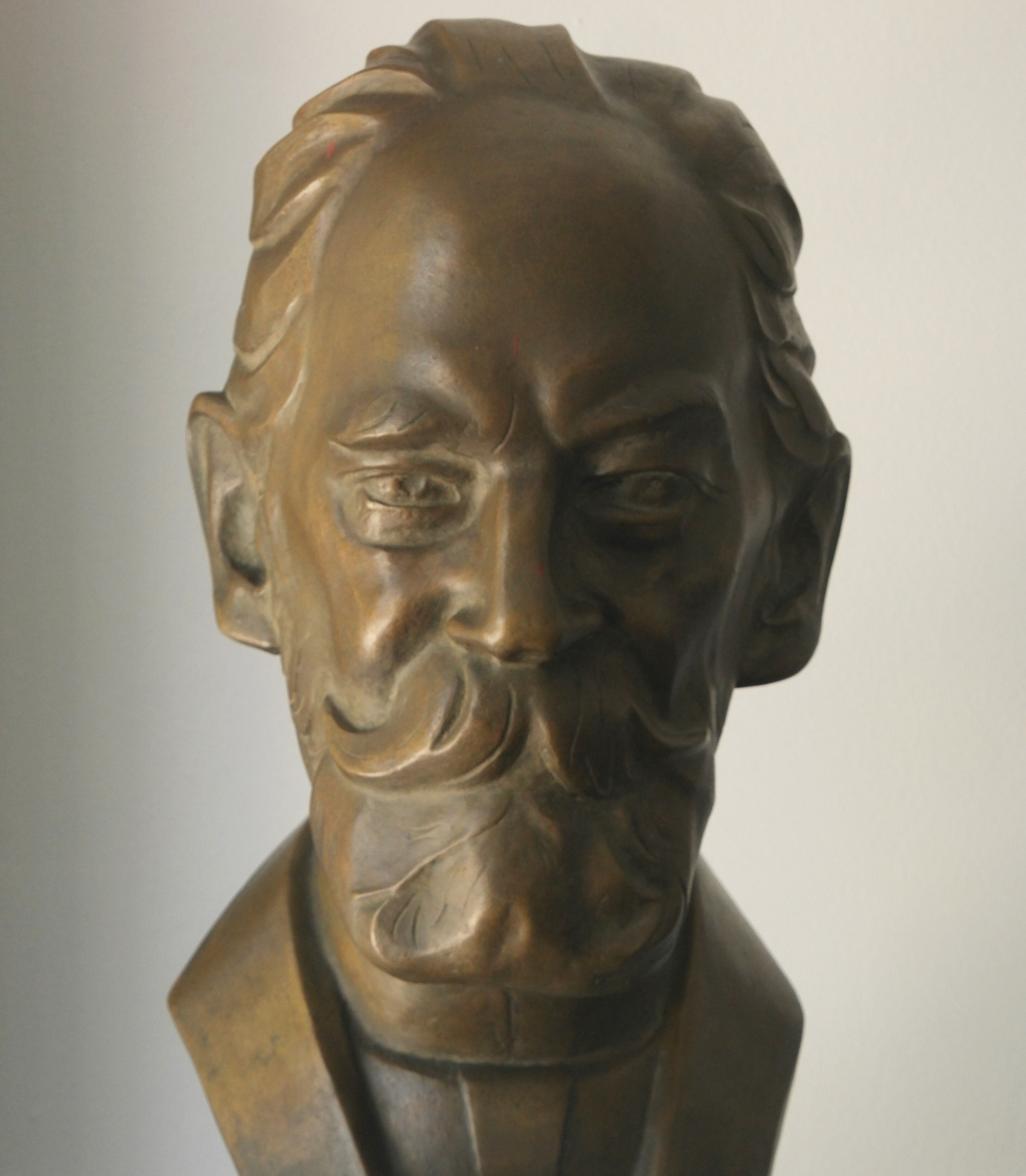
Hans Geitel

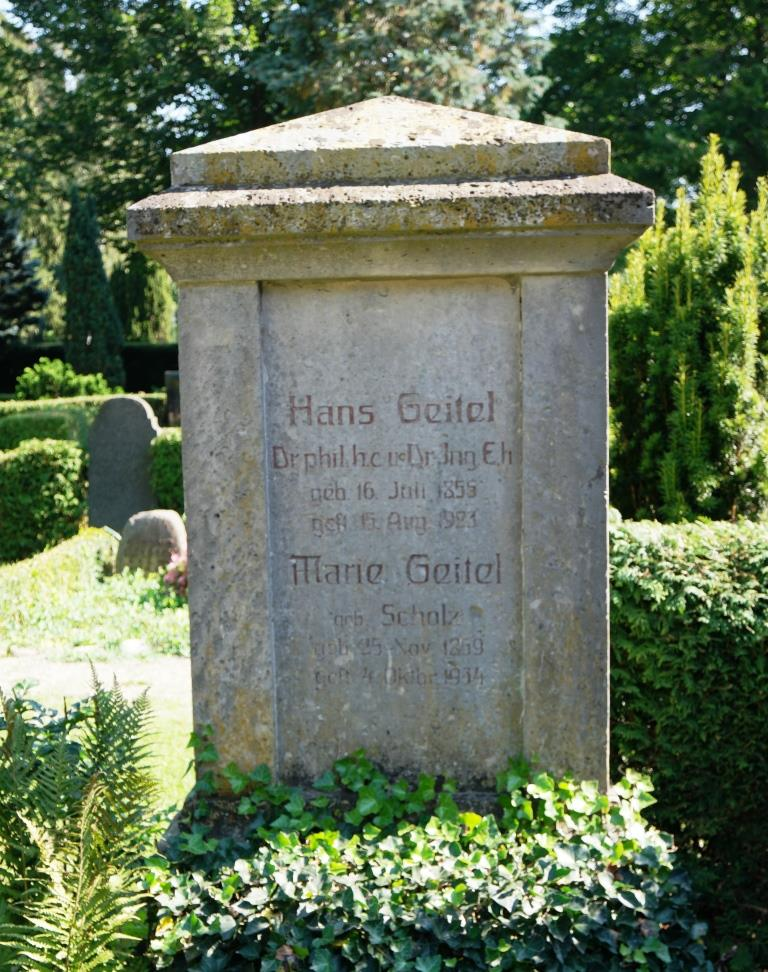
Grab von Hans Geitel auf dem Hauptfriedhof in Wolfenbüttel

Hans Friedrich Geitel (* 16. Juli 1855 in Braunschweig; † 15. August 1923 in Wolfenbüttel) war ein deutscher Physiker.

## Leben
Hans Geitel kam durch den Umzug seiner Familie, sein Vater war Forstmeister, im Jahre 1861 nach Blankenburg und wuchs dort in unmittelbarer Nachbarschaft zu Julius Elster auf. Er besuchte zusammen mit Elster Schule und Gymnasium. Zwischen ihnen entwickelte sich eine lebenslange Freundschaft, durch das beiden eigene Interesse an Naturwissenschaften kam ein gemeinsames Betätigungsfeld zustande. 
Die Studienjahre verbrachten beide in Heidelberg und Berlin. 1879 bestand Geitel in Braunschweig seine Lehramtsprüfung und trat eine Stelle als Lehrer in Wolfenbüttel an dem Gymnasium Große Schule, damals noch Herzogliche Große Schule genannt, an. 1881 gelang es Geitel, Julius Elster ebenfalls an das Gymnasium zu holen. Dort intensivierten sie ihre gemeinsamen Forschungen. Karl Bergwitz (1875–1958), der beide Studien fortführte, zählte dort zu ihren Schülern. Im Jahr 1892 wurde Geitel zum Mitglied der Leopoldina gewählt. 1921 wurde er zum auswärtigen Mitglied der Göttinger Akademie der Wissenschaften gewählt.

## Wirken
Geitel und Elster legten Arbeiten zur Meteorologie, zur Atomphysik und zum lichtelektrischen Effekt vor. Geitel erkannte das Zerfallsgesetz der Radioaktivität und prägte 1899 den Begriff Atomenergie. 1893 erfanden sie die Fotozelle.

## Schriften (Auswahl)
- Elster, Julius und Geitel, Hans: Versuche über Hyperphosphorescenz. Beiblätter zu den Annalen der Physik und Chemie, 21:455, 1897.
- Elster, Julius und Geitel, Hans: Über den Einfluß eines magnetischen Feldes auf die durch die Becquerelstrahlen bewirkte Leitfähigkeit der Luft. Verhandlungen der Deutschen Physikalischen Gesellschaft, 1:136-138, Mai 1899.
- Elster, Julius und Geitel, Hans: Ueber Ozonbildung an glühenden Platinflächen und das electrische Leitungsvermögen der durch Phosphor ozonisirten Luft. Annalen der Physik und Chemie, 275:321-331, 1890.
- Elster, Julius und Geitel, Hans: Versuche an Becquerelstrahlen. Annalen der Physik und Chemie, 302:735-740, 1898.

## Auszeichnungen und Ehrungen
1899 wurde ihm die Ehrendoktorwürde der Universität Göttingen verliehen und 1915 – zusammen mit Elster – die der Technischen Hochschule Braunschweig. 1937 wurde in Berlin-Charlottenburg der Geitelsteig nach ihm benannt.